# 娱乐设计

## 1.定义

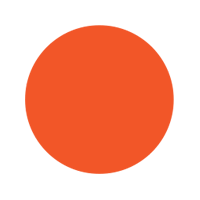
Art Center College of Design 开设有娱乐设计的学校

- Art Center College of Design     开设有娱乐设计的学校 娱乐设计来源于工业设计，结合美学，工学，当代科技，与大众审美。主要是设计电视节目、电影、广告、视频游戏、动画项目、漫画和主题公园等泛娱乐产品，带给人快乐的体验。娱乐设计师设计新的世界、人物和物体以及不存在的实用工具是需要很大的想象力,而且还要懂得如何解决问题以及如何与人沟通来建造这些新的世界。